# Brand of Sacrifice
Brand of Sacrifice est un groupe canadien de deathcore, originaire de Toronto, en Ontario. Le groupe s'inspire des travaux du mangaka Kentarō Miura, en particulier de son œuvre Berserk.

## Histoire
Formé en 2018, ils sortent leur premier EP la même année, intitulé The Interstice. L'année suivante, ils sortent leur premier album, God Hand. En 2021, ils sortent indépendamment leur deuxième album studio Lifeblood, qui est accueilli positivement,. Plus tard cette année-là, ils collaborent avec le chanteur Will Ramos (de Lorna Shore) sur une réédition de leur chanson Lifeblood. Le groupe sort son deuxième EP, Between Death and Dreams, en avril 2023, qui contient quatre chansons,.

## Discographie

### Albums studio
- 2019 : God Hand
- 2021 : Lifeblood

### EP
- 2018 : The Interstice
- 2023 : Between Death and Dreams

### Singles
- 2020 : Demon King
- 2021 : Lifeblood
- 2021 : Animal
- 2021 : Altered Eyes
- 2021 : Enemy feat. Spencer Chamberlain
- 2021 : Lifeblood feat. Will Ramos
- 2021 : Darkbloom avec We Came as Romans
- 2021 : Demon King feat. Ryo Kinoshita
- 2022 : Exodus
- 2023 : Dynasty
- 2023 : Awaken in Ashes avec Nik Nocturnal
- 2023 : Purge